# Socio流通中心站
Socio流通中心站（日语：／ Soshio Ryūtsū sentā eki */?）是位於埼玉縣熊谷市戶出102番1號，秩父鐵道的秩父本線車站。

## 歷史
此站位於熊谷市內，鄰接行田市。在兩市的希望下設置了新站（請願站）。車站設於持田站至熊谷站之間。車站大樓的建設費用為約1億9,200萬日圓，最初由熊谷市和行田市共同承擔一半費用，後來3分之1的費用由國庫中地區公共交通確保維持改善工程費資助金支付，使減輕了兩市的負擔。隨著由國庫補貼，建設工程由法定協議會熊谷市地區公共交通會議主導新站建設工程，而交通會議中委托了秩父鐵道負責車站建設。
站名方面，於2015年（平成27年）秋天在熊谷市和行田市進行公開招募。最多收到的站名是取自車站南邊「熊谷流通中心」的「流通中心站」。由於日本已經設有流通中心站（東京單軌電車羽田機場線），為免造成混淆，便使用了熊谷流通中心的暱稱「Socio熊谷」作為車站名稱，正式車站名稱為「Socio流通中心站」。雖然「Socio熊谷」中設有「熊谷」地方名，由於是與行田市的共同請願站，因此正式站名省略了「熊谷」。

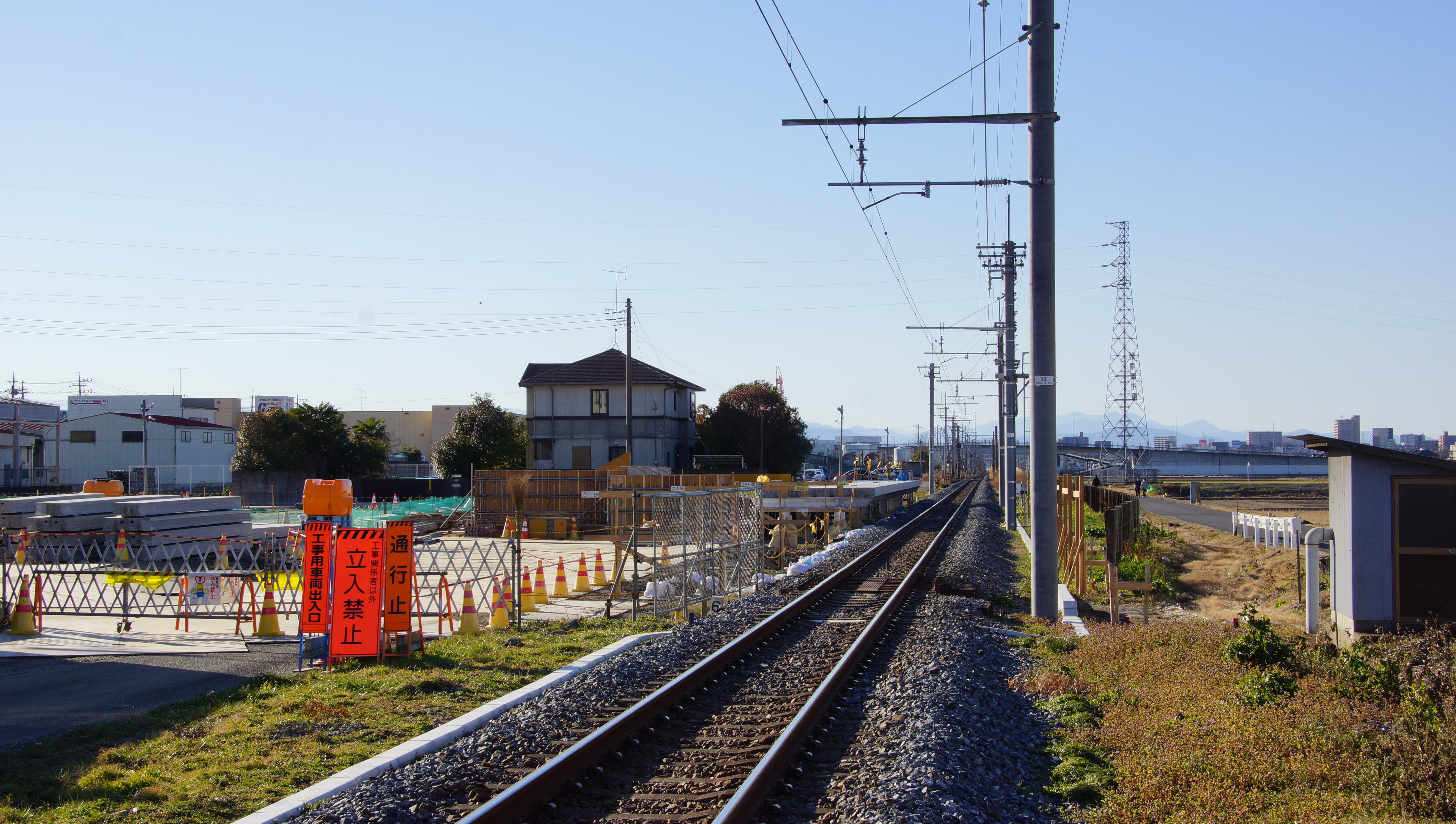
建設中的Socio流通中心站（2017年1月）

### 年表
- 2017年
  - 3月 - 車站落成[3]。
  - 3月25日 - 在車站啟用前，秩父本線實施時間表修正[5]。在車站啟用前運輸停車（不可上落車）。
  - 3月31日 - 舉行竣工典禮[6]
  - 4月1日 - 車站啟用[2]。

## 車站構造

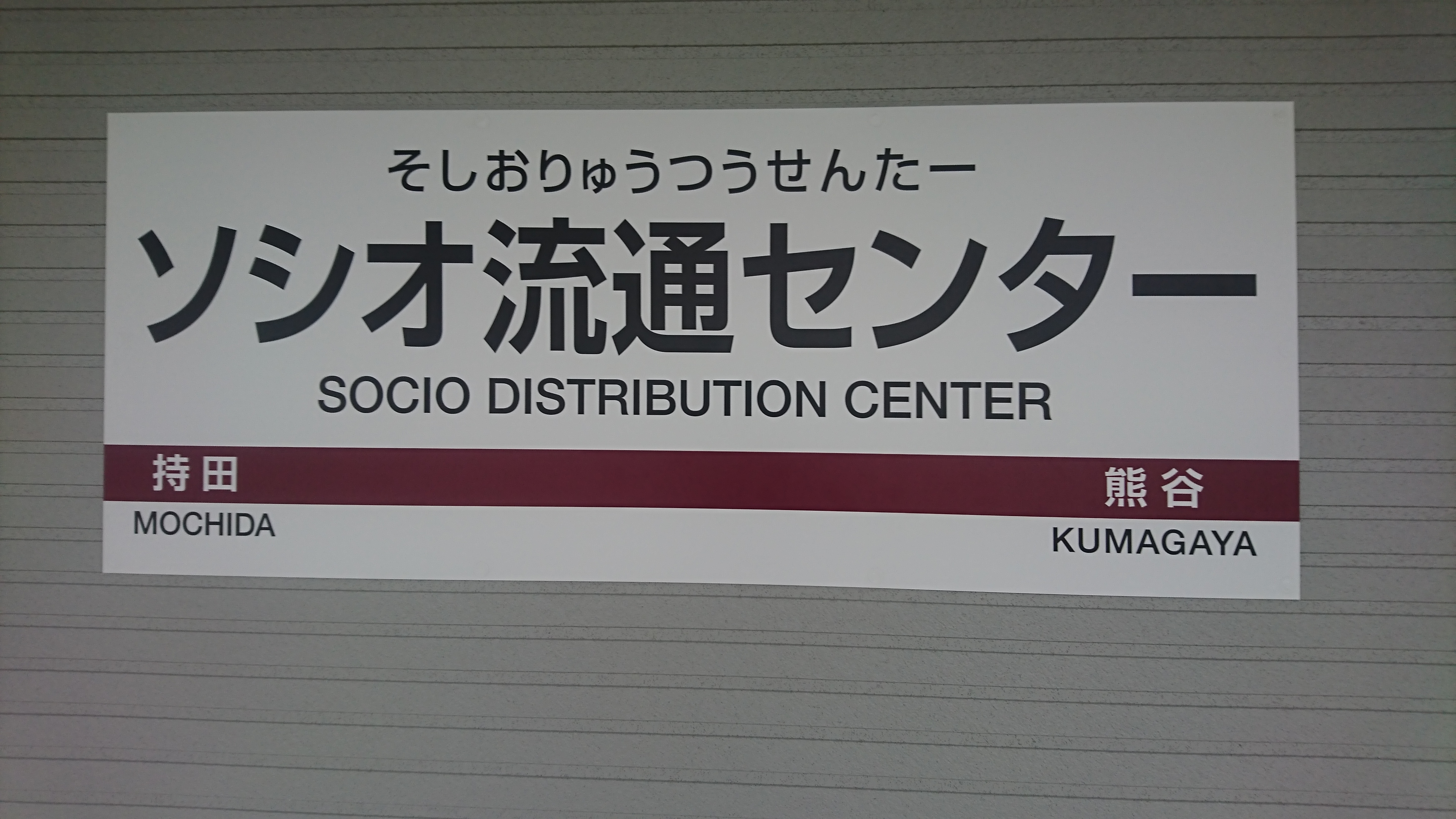
月台站名牌（2017年4月）

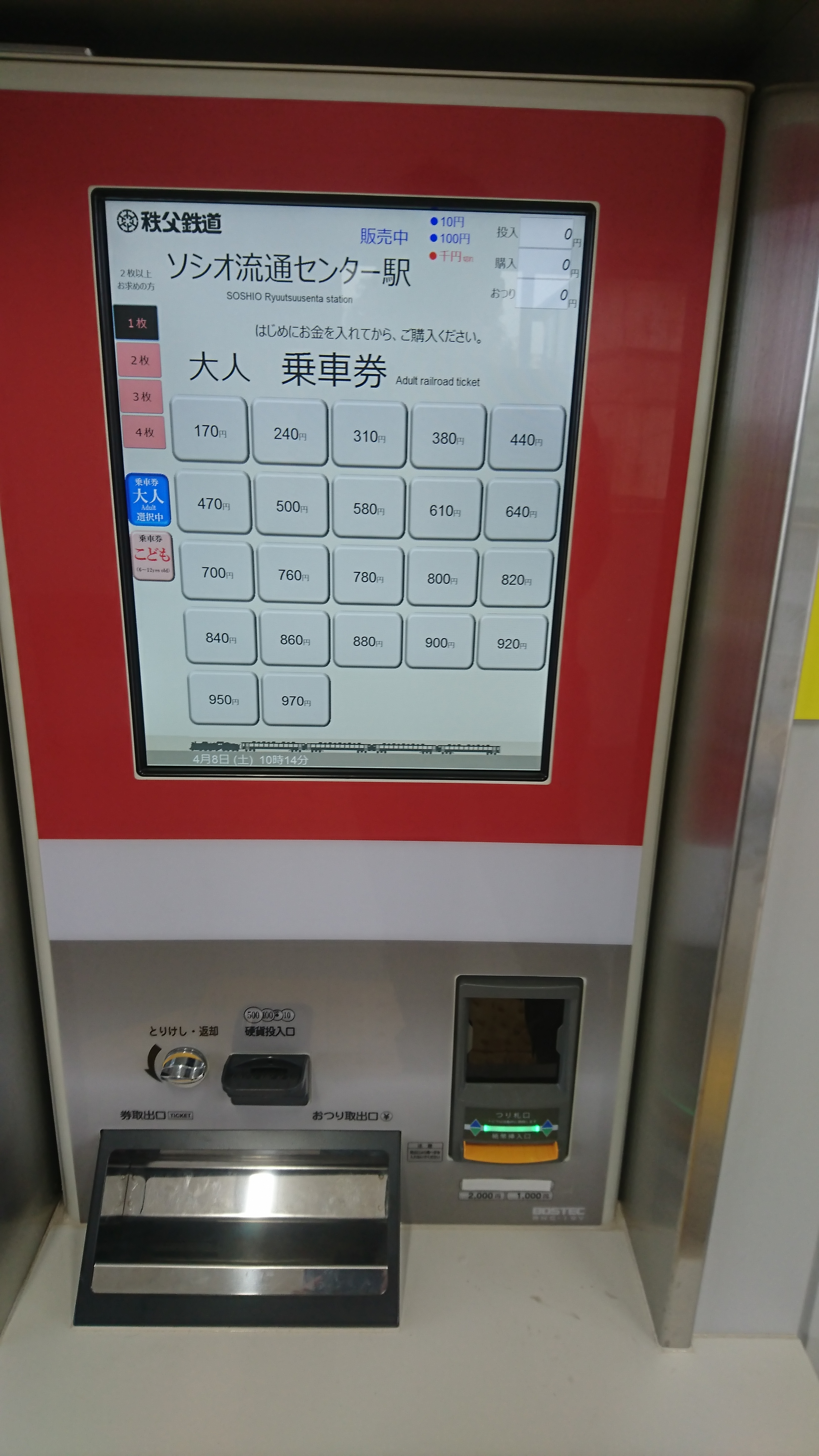
輕觸式售票機（2017年4月）

此站是地面車站，設有1面1線的單式月台，月台長70米。車站職員當值時間為每日7:00～20:00。
此站設有車站大樓。車站設有1個入口，正面為樓梯，側邊為斜道。此站設有輕觸式售票機。在檢票口上面設有列車運行資訊螢幕。在檢票口內設有候車室、廁所和自動販賣機。在列車進站時會播放自動廣播。

## 利用狀況
- 在2018年度1日平均乘車人次為340人[8][9]。在秩父本線36座車站中排名17。

| 年度               | 1日平均 乘車人次 |
| ------------------ | ---------------- |
| 2017年（平成29年） | 339              |
| 2018年（平成30年） | 340              |

## 車站周邊
車站位於熊谷市戶出地區，在北邊為田園地帶，但是車站沒有北邊出入口。車站只有南邊出入口，該處對出設有較多設施和處於熊谷市佐谷田地內。因此，在計劃建設車站當初會形容為「佐谷田地內的新站」，可是嚴格上車站位於戶出地區內（車站實際上鄰接兩地區的邊界）。
另外，車站鄰邊行田市邊界，在車站東邊沿路軌側設有單車停泊場（由行田市營運），已經存在的住宅區和工場（部會除外）均位於行田市持田內（在月台對面的田園地帶都是位於戶出，住宅區都是位於持田）。在車站大樓、迴旋路出口一方（南方）設有向南延伸的道路，沿上前進設有與設有連接兩市的埼玉縣道128號熊谷羽生線（舊國道125號 (日本)）的路口，繼續直進後，左邊為熊谷青果市場，再繼續前進會到達熊谷流通中心內（熊谷市問屋町）。
- 熊谷青果市場
- 熊谷流通中心
  - CramerJapan（日语：クレーマージャパン）總部
- 丸大食品（日语：丸大食品） 熊谷營業所
- 麥當勞125熊谷店
- 羅森熊谷流通中心前店
- 協同巴士（日语：協同バス） 熊谷營業所
- 行田汽車學校
- 持田交匯處（日语：持田インターチェンジ）
- 太東熊谷大廈
- 熊谷市立佐谷田小學
- 梅林堂（日语：梅林堂 (埼玉県)） 總部工場
- 熊谷市立熊谷東中學

## 巴士路線
兩市的社區巴士原本駛經車站附近地方。隨著車站啟用，社區巴士開始駛入迴旋路內。乘車處位於車站大樓對出左手邊。
- 熊谷市YuYu巴士（日语：ゆうゆうバス (熊谷市)） 武藏富代號（委托協同巴士（日语：協同バス）運行）
  - 前往上之莊
  - 前往熊谷站南出口
- 行田市內循環巴士（日语：行田市内循環バス） 西循環路線（委托朝日自動車（日语：朝日自動車）加須營業所（日语：朝日自動車加須営業所）運行）[10]
  - 左回 JR行田站前、水城公園（日语：水城公園）方向 前往行田市巴士總站
  - 右回 持田站前、忍城址、鄉土博物館前方向 前往行田市巴士總站

在此站決定開設前的2015年1月前設有朝日自動車加須營業所巴士路線，行走於熊谷站至行田地區，當時巴士路線駛經國道125號（部分班次途經熊谷流通中心），現時路線已經取消。
另外在行田市需求的士（在2017年4月1日開始）中，此站為行田市外唯一指定上落客處。

## 相鄰車站
秩父鐵道
秩父本線
急行「秩父路」
通過
普通
持田－Socio流通中心－熊谷

## 注腳
1. 1 2 3 4  「4/1（土）新駅『ソシオ流通センター駅』開業に伴い3/25（土）ダイヤ改正」 （页面存档备份，存于）（日語）（秩父鐵道新聞稿，2017年3月10日。2017年3月11日參閲）
2. 1 2 3  熊谷市地域公共交通会議の開催状況 第19回交通会議概要 （页面存档备份，存于）（日語） 熊谷市（2016年5月11日舉行，2017年2月8日參閲）
3. 1 2 3 4  . 秩父鉄道. 2016-03-31  [2016-08-12]. （原始内容存档于2016-08-12） （日语）.
4. 1 2 3  . 埼玉新聞. 2016-03-25  [2016-03-25]. （原始内容存档于2016-04-28） （日语）.
5. ↑  秩父鉄道ニュース2017年3月号 （页面存档备份，存于）（日語） P.5 秩父鐵道需知 「info01 時間表修正」（秩父鐵道，2017年2月24日／2017年3月5日參閲）
6. ↑  3月31日　「ソシオ流通センター駅」竣工式典 （页面存档备份，存于）（日語）（熊谷市，2017年3月31日，同日參閲）
7. ↑  . Response.. 2016-03-31  [2016-08-12]. （原始内容存档于2016-04-03） （日语）.
8. ↑  埼玉県統計年鑑より算出 （页面存档备份，存于）（日語）
9. ↑  11運輸（日語） - 熊谷市統計書
10. ↑  行田市／4月1日から市内循環バスの運行が変わります （页面存档备份，存于）（日語）（2017年3月17日，2017年3月31日參閲）
11. ↑  行田市／行田市デマンドタクシーをご利用ください （页面存档备份，存于）（日語）（2017年4月7日，2017年4月1日參閲）

## 外部連結
- 車站情報 Socio流通中心站（秩父鐵道） （页面存档备份，存于）（日語）